# Proud Boys
O Proud Boys é uma organização militante neofascista de extrema-direita exclusivamente masculina norte-americana que promove e se envolve em violência política. Os líderes do grupo foram condenados por se oporem violentamente ao Governo dos Estados Unidos, incluindo a transferência constitucionalmente prescrita do poder presidencial. Foi chamada de gangue de rua e foi designado como grupo terrorista no Canadá e na Nova Zelândia. Os Proud Boys são conhecidos por sua oposição a grupos progressistas e de esquerda e por seu apoio ao presidente dos Estados Unidos, Donald Trump. Embora a liderança dos Proud Boys tenha negado ser uma organização de supremacia branca, o grupo e alguns de seus membros estiveram ligados a eventos, ideologias e outros grupos de poder branco da supremacia branca ao longo de sua existência.
O grupo se originou na revista de extrema-direita Taki's Magazine em 2016 sob a liderança do cofundador e ex-comentarista da Vice Media, Gavin McInnes, levando o nome da música "Proud of Your Boy" do musical da Disney de 2011, Aladdin. Embora os Proud Boys tenham surgido inicialmente como parte da alt-right, McInnes se distanciou desse movimento no início de 2017, dizendo que os Proud Boys eram alt-lite, enquanto o foco da alt-right estava na raça. O comentário de Donald Trump, "Proud Boys, recuem e aguardem", durante o debate presidencial de setembro de 2020, foi creditado com aumento de interesse e recrutamento. Depois que o comentário causou protestos por seu aparente endosso, Trump condenou os Proud Boys, dizendo que não "sabia muito sobre" eles.
De acordo com o International Centre for Counter-Terrorism, o grupo acredita que os homens e a cultura ocidental estão sitiados, usando o "chauvinismo ocidental" como eufemismo para a teoria da conspiração do genocídio branco. Os membros participaram em eventos abertamente racistas e centrados na violência fascista, anti-esquerda e anti-socialista. O Southern Poverty Law Center (SPLC) chamou o grupo de “clube de luta da direita alternativa” e um grupo de ódio que usa artifícios retóricos para obscurecer seus motivos. A Liga Antidifamação (ADL) descreveu os Proud Boys como "conservadores extremistas" e "alt light", "abertamente islamofóbico e misógino", "transfóbico e anti-imigração", "muito disposto a abraçar racistas, anti-semitas e fanáticos de todos os tipos", e observa a promoção e o uso da violência pelo grupo como uma tática central.
O grupo foi banido de inúmeras redes sociais, incluindo Facebook, Instagram, Twitter, e YouTube. Em fevereiro de 2021, o Departamento de Justiça dos Estados Unidos anunciou a acusação de membros por conspiração relacionada ao ataque ao Capitólio dos Estados Unidos em 2021, e o braço canadense do grupo desistiu após ser designado como organização terrorista.

## História e organização
Gavin McInnes co-fundou a revista Vice em 1994, mas foi expulso em 2008 devido a "diferenças criativas". Depois de sair, ele começou a "cortar obstinadamente um caminho irregular, mas implacável, para as periferias de extrema-direita da cultura americana", de acordo com um perfil de 2017 no The Globe and Mail. A organização Proud Boys foi lançada em setembro de 2016 no site da Taki's Magazine, uma publicação de extrema direita da qual o nacionalista branco Richard B. Spencer já atuou como editor executivo. Antes disso, existia informalmente como um grupo centrado em McInnes, e a primeira reunião do grupo do Brooklyn em julho de 2016 resultou em uma briga no bar onde se conheceram.
O nome é derivado da música "Proud of Your Boy" originalmente criada para o filme Aladdin da Disney de 1992, mas deixada de fora após mudanças na história na produção, e posteriormente apresentado na adaptação musical de 2011. Na música, o personagem Aladdin pede desculpas à mãe por ser um filho mau e promete deixá-la orgulhosa. McInnes interpreta isso como Aladdin se desculpando por ser um menino. Ele ouviu pela primeira vez enquanto assistia ao recital de música da escola de sua filha. A letra “falsa, humilde e egoísta” da música se tornou um tema recorrente em seu podcast. McInnes disse que era a música mais irritante do mundo, mas que ele não se cansava dela.
A organização foi descrita como um grupo de ódio pelo Southern Poverty Law Center (SPLC) e pelo The Takeaway da NPR. Os criminologistas apontaram as cerimônias de iniciação dos Proud Boys, o envolvimento em comportamento criminoso e violento, a identificação de roupas e tatuagens e outras características como consistentes com gangues de rua. Spencer, McInnes e os Proud Boys foram descritos como racistas hipster pela Vox e pela Media Matters for America. McInnes diz que a mentalidade de vítima das mulheres e de outros grupos historicamente oprimidos não é saudável, argumentando que "aqui existe um incentivo para ser vítima. É legal ser vítima." Ele vê os homens brancos e a cultura ocidental como "situados" e descreve as críticas às suas ideias como culpabilização das vítimas. De acordo com o International Centre for Counter-Terrorism, as suas opiniões contêm elementos da teoria da conspiração do genocídio branco. Segundo a ADL, o grupo faz parte do alt-lite e é “abertamente islamofóbico”. A ADL relata que "[i]deologicamente, os membros subscrevem uma série dispersa de tropos libertários e nacionalistas, referindo-se a si mesmos como anticomunistas e antipoliticamente corretos, mas a favor da liberdade de expressão e dos mercados livres." Em outubro de 2019, membros do grupo de Denver dos Proud Boys marcharam com membros da Frente Patriota e ex-membros do neonazista Partido Tradicionalista dos Trabalhadores. De acordo com a ADL, "esses relacionamentos mostram que os Proud Boys são menos um clube de bebidas pró-ocidental e mais uma gangue de extrema direita". No início de 2017, McInnes começou a se distanciar da direita alternativa, dizendo que seu foco é a raça e que seu foco é o que ele chama de "valores ocidentais". Este esforço de reformulação da marca intensificou-se após a Manifestação Unite the Right. Em 2018, McInnes disse que os Proud Boys faziam parte da "Nova Direita".
A organização glorifica a violência política contra a Antifa e esquerdistas, reencenando assassinatos políticos e vestindo camisas que elogiam os assassinatos de esquerdistas cometidos por Augusto Pinochet. Em abril de 2016, McInnes, que acredita que a violência é "uma forma realmente eficaz de resolver problemas", disse: "Quero violência, quero socos na cara. Estou decepcionado com os apoiadores de Trump por não terem dado socos suficientes." Em agosto de 2017, afirmou ainda que “[nós] não começamos lutas [...] mas vamos terminá-las”. Heidi Beirich, diretora do Projeto de Inteligência do SPLC, disse que esta forma de agressão intencional não era comum entre grupos de extrema direita no passado. Ela disse ainda que a afirmação da extrema direita de que "vamos aparecer e pretendemos entrar em brigas" era nova. Em 2018, foi relatado, com base em um memorando interno do Gabinete do Xerife no Condado de Clark, Washington, que o FBI classificou os Proud Boys como um grupo extremista ligado ao nacionalismo branco. Duas semanas depois, o agente especial encarregado do escritório do FBI em Oregon esclareceu que o FBI não pretendia designar todo o grupo, apenas alguns membros do grupo, atribuindo o erro à falta de comunicação. Durante a conferência, o FBI recomendou consultar as classificações sobre o grupo feitas pelo SPLC e outras agências externas.
A organização se opõe ao feminismo e promove estereótipos de gênero nos quais as mulheres são subservientes aos homens. A organização tem uma ala auxiliar exclusiva para mulheres chamada "Proud Boys' Girls" que apóia a mesma ideologia. A ADL afirma que os Proud Boys são um "grupo conservador extremista". De acordo com a ADL, McInnes e os Proud Boys são misóginos, retratando as mulheres como "preguiçosas" e "menos ambiciosas" do que os homens, e "veneram a dona de casa". McInnes apelou à "monogamia forçada" e criticou o feminismo como "um cancro". Alguns homens que não são brancos, incluindo Enrique Tarrio, ex-presidente do grupo e diretor de latinos de Trump no estado da Flórida, juntaram-se aos Proud Boys, atraídos pela defesa da organização pelos homens, pela postura anti-imigrante e pela adoção da violência. Os Proud Boys afirmam condenar o racismo, com Tarrio afirmando que o grupo tem "regulamentações de longa data que proíbem atividades racistas, de supremacia branca ou violentas". No entanto, a ADL considerou que o grupo tem uma ideologia de antissemitismo, islamofobia, racismo, misoginia, transfobia e sentimento anti-imigração, sendo o grupo conhecido por ameaçar, intimidar ou agredir violentamente manifestantes anti-racismo. O grupo afirmou que existe uma “superioridade inerente ao Ocidente”, fazendo todo o possível para mascarar as ligações dos membros com a supremacia branca. A ADL afirma que as "táticas extremas e provocativas dos Proud Boys - juntamente com racismo aberto ou implícito, islamofobia, o anti-semitismo e a misoginia e o fato de o grupo ser tão descentralizado, inconsistente e espalhado - sugerem que o grupo deve ser um motivo significativo de preocupação".
Os Proud Boys foram banidos das plataformas de mídia social Facebook, Instagram, Twitter e YouTube. Em agosto de 2018, o Twitter encerrou a conta oficial do grupo junto com a conta de McInnes de acordo com sua política de proibição de grupos extremistas violentos. Na época, a foto de perfil do grupo mostrava um integrante dando um soco em um contramanifestante. O Facebook e o Instagram baniram o grupo e McInnes em outubro de 2018. Nesse mesmo ano, o YouTube baniu o fundador dos Proud Boys por violação de direitos autorais em dezembro de 2018. Em 16 de junho de 2020, o Facebook anunciou que havia removido 358 contas de sua plataforma e 172 do Instagram que mantinham vínculos com a organização.

### Associação e doutrina

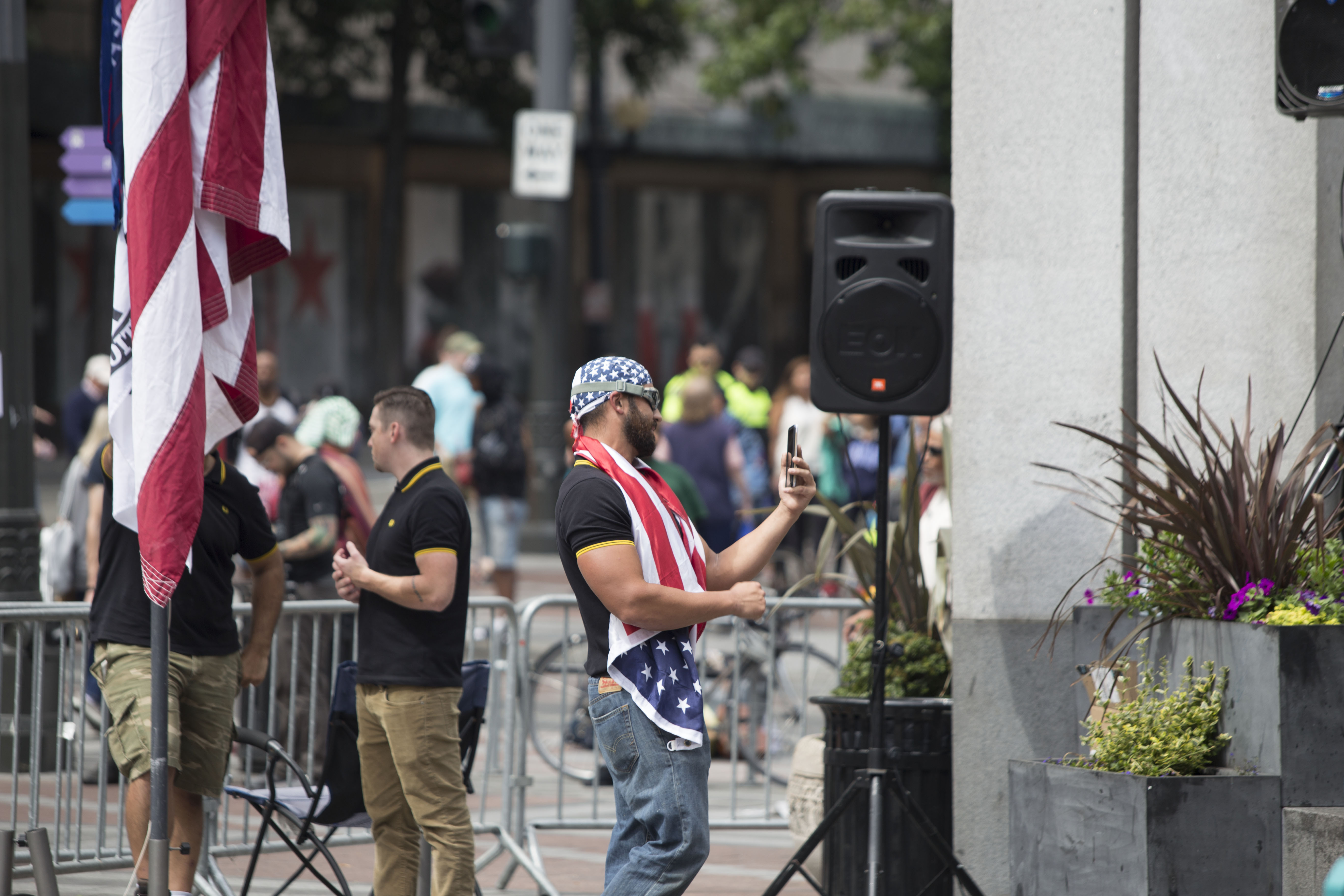
Proud Boys ao lado de Joey Gibson em um comício em agosto de 2017 em Seattle

O número total de membros do Proud Boys é desconhecido. Os relatórios estimam o número de membros entre várias centenas e até 6.000. Em julho de 2018, a filial Proud Boys L.A. tinha 160 membros e até 300 candidatos pendentes, de acordo com o presidente não identificado dos Proud Boys L.A..
As ideologias e posições políticas que os Proud Boys aderem incluem anticomunismo, antifeminismo, anti-imigração, anti direitos LGBT, antissemitismo, autoritarismo, chauvinismo, criptofascismo, islamofobia e trumpismo. Membros individuais também expressaram apoio ao QAnon e à supremacia branca. De acordo com David Neiwert, os Proud Boys recrutam com ênfase em homens brancos de direita de 15/30 anos que vêm principalmente de subúrbios.
Os Proud Boys afirmam ter um processo de iniciação que tem quatro etapas e inclui trotes. A primeira etapa é um juramento de lealdade, na ordem de “Sou um orgulhoso chauvinista ocidental, recuso-me a pedir desculpas por ter criado o mundo moderno”; a segunda é levar um soco até a pessoa recitar curiosidades da cultura pop, como o nome de cinco cereais matinais; o terceiro é fazer uma tatuagem e concordando em não se masturbar; e a quarta é entrar numa grande luta “pela causa”. A política de masturbação foi posteriormente modificada para ler: "nenhum irmão heterossexual da Fraternidade deve se masturbar mais de uma vez em qualquer mês" e "todos os membros devem se abster de pornografia".
The Daily Beast informou, em novembro de 2018, que os Proud Boys alteraram suas regras para proibir shorts cargo e o uso de opioide e metanfetamina. No entanto, o mesmo artigo mencionava que não foram impostas restrições à cocaína.

#### Gênero e sexualidade
Mulheres e homens trans não estão autorizados a ingressar nos Proud Boys, e o presidente anônimo do Proud Boys L.A. disse ao Los Angeles Times que o grupo admite apenas "homens biológicos".

### Liderança

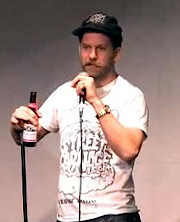
Gavin McInnes, fundador dos Proud Boys

Gavin McInnes fundou o grupo e atuou como seu líder. Após a designação de vários membros dos Proud Boys como extremistas com ligações ao nacionalismo branco, McInnes disse que seus advogados o aconselharam que desistir poderia ajudar os nove membros dos Proud Boys que estão sendo processados pelos incidentes em outubro. Durante o anúncio ele defendeu o grupo atacou as reportagens sobre ele, disse que os nacionalistas brancos não existem, e às vezes dizia coisas que faziam parecer que ele não estava desistindo, como "este é 100% um gesto legal, e é 100% sobre o alívio da sentença, [foi] um gesto de renúncia, entre aspas."

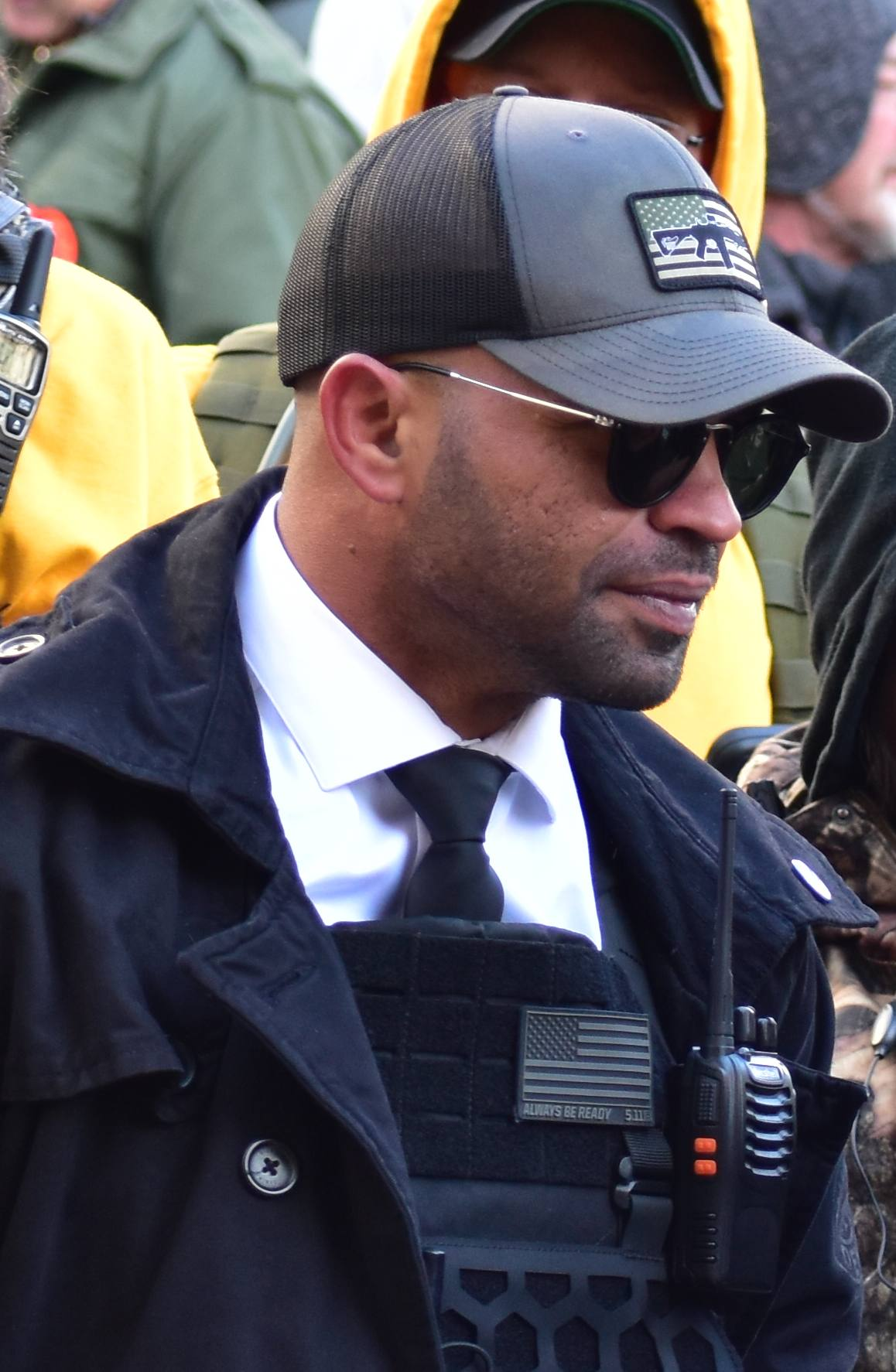
Enrique Tarrio em uma reunião em 2020. Tarrio tornou-se o presidente nacional do grupo em 2018

Em novembro de 2018 o grupo nomeou seus líderes como Enrique Tarrio, designado como presidente, e o "Elder Chapter", que consiste em Harry Fox, Heath Hair, Patrick William Roberts, Joshua Hall, Timothy Kelly, Luke Rofhling e Rufio Panman (nome verdadeiro Ethan Nordean). Jason Lee Van Dyke, que era o advogado da organização na época, foi brevemente nomeado presidente para substituir McInnes quando ele saiu, mas a organização anunciou em 30 de novembro que Van Dyke não estava mais associado ao grupo de nenhuma forma, embora seu escritório de advocacia ainda detenha as marcas registradas Proud Boys e seja o agente registrado de dois grupos do grupo.
Embora McInnes tivesse dito anteriormente que qualquer membro do Proud Boy que fosse conhecido por ter participado do comício Unite the Right foi expulso da organização, o novo presidente Tarrio admitiu ter participado do evento, mas “teve dúvidas sobre a marcha das tochas e não participou dela”.
Em novembro de 2020, Kyle "Based Stickman" Chapman disse que "reassumiria [seu] cargo como presidente dos Proud Boys", embora não seja evidente que Chapman alguma vez tenha sido presidente do grupo. Ele também anunciou que o grupo, que nega ser uma organização racista ou de supremacia branca, assumiria uma direção explicitamente supremacista branca, e que pretendia redirecionar a organização para as questões do "genocídio branco" e dos "fracassos do multiculturalismo". Ele também anunciou que mudaria o logotipo e renomearia o grupo para "Proud Goys", termo usado pela extrema direita para sinalizar o antissemitismo. Acredita-se que a tentativa de golpe não tenha sido bem-sucedida, e o nome Proud Goys não foi adotado fora das redes sociais de Chapman.
Evidências de mais confusão dentro da liderança dos Proud Boys surgiram em fevereiro de 2021, após o ataque ao Capitólio dos Estados Unidos em 2021 e as muitas prisões de Proud Boys que se seguiram. O grupo estadual do Alabama emitiu uma declaração dizendo: "Não reconhecemos a autoridade assumida de qualquer liderança nacional do Proud Boy, incluindo o presidente, os Anciãos, ou qualquer órgão governamental subsequente formado para substituí-los, até o momento em que possamos decidir consentir em ingressar nesses órgãos governamentais." Os grupos estaduais de Indiana e Oklahoma endossaram a declaração do Alabama.

### Conexão com Roger Stone
No início de 2018, antes de uma aparição na Conferência Republicana Dorchester anual em Salem, Oregon, Roger Stone procurou os Proud Boys para atuar como sua "segurança" para o evento; fotos postadas online mostravam Stone bebendo com vários Proud Boys.
Em fevereiro de 2018, os Proud Boys postaram um vídeo no Facebook que descreveram como Stone passando por uma "iniciação de baixo nível" no grupo. Como parte da iniciação, Stone diz: “Olá, sou Roger Stone. Sou um chauvinista ocidental. Recuso-me a pedir desculpas por ter criado o mundo moderno", tornando-o um membro de "primeiro grau", que Kutner caracteriza como sendo um "simpatizante". Stone nega ser membro do grupo. Em julho de 2020, o Facebook anunciou que havia encerrado as contas e páginas vinculadas a Stone e Proud Boys. Essa rede de mais de cem contas do Facebook e Instagram gastou mais de US$ 300 mil em anúncios para promover suas postagens e incluiu personas falsas.
No final de janeiro de 2019, quando Stone foi preso pelo FBI por sete acusações criminais relacionadas à investigação de Mueller, Enrique Tarrio, presidente dos Proud Boys, conheceu Stone quando ele saía do tribunal na Flórida. Tarrio, que usava uma camiseta "Roger Stone Did Nothing Wrong", vendida por uma empresa de propriedade de Tarrio, disse a um repórter de TV local que a acusação nada mais era do que "acusações forjadas" e mais tarde foi visto visitando a casa de Stone. No dia seguinte em Washington, D.C., um pequeno número de Proud Boys manifestaram-se fora do tribunal onde Stone se declarou inocente das acusações, carregando cartazes "Roger Stone não fez nada de errado" e outros que promoviam o site de conspiração InfoWars. Os Proud Boys discutiram com questionadores anti-Stone. Tarrio foi posteriormente filmado atrás do presidente Donald Trump em fevereiro de 2019, durante um discurso na televisão em Miami, onde foi visto vestindo a mesma mensagem em uma camiseta.
O fundador dos Proud Boys, Gavin McInnes, disse que Stone era "uma das três figuras da mídia aprovadas com permissão para falar" sobre o grupo. Quando Stone foi questionado por um repórter local sobre a alegação dos Proud Boys de que ele havia sido iniciado como membro do grupo, ele respondeu chamando o repórter de membro do Partido Comunista. Ele é particularmente próximo do atual líder do grupo, Enrique Tarrio, que monetizou comercialmente sua posição.
O The Washington Post informou em fevereiro de 2021 que o FBI estava investigando qualquer papel que Stone pudesse ter tido em influenciar os Proud Boys e Oath Keepers em sua participação no ataque ao Capitólio.
O Comitê Seleto da Câmara dos Representantes dos Estados Unidos sobre o ataque de 6 de janeiro também revelou laços entre Stone e o grupo.

## Atividades e eventos
Desde a sua fundação em 2016, os membros dos Proud Boys estiveram envolvidos em vários eventos polêmicos e violentos. Esta lista contém vários desses eventos, alguns dos quais resultaram em acusações criminais contra os participantes.

### 2017–2018
No comício de Trump em 4 de março de 2017 em Berkeley, Califórnia, Kyle Chapman foi gravado batendo na cabeça de um contra-manifestante com um tarugo de madeira. As imagens de Chapman se tornaram virais e os Proud Boys organizaram uma campanha de financiamento coletivo para pagar a fiança de Chapman após sua prisão. Depois disso, McInnes convidou Chapman para se envolver com os Proud Boys, através dos quais formou a Fraternal Order of Alt-Knights. Em 15 de abril de 2017 um comício da direita alternativa foi organizado em Berkeley pela Liberty Revival Alliance que não solicitou ou recebeu permissão e contou com a presença de membros dos Proud Boys, Identity Evropa (um grupo neonazista americano) e o Oath Keepers. Muitas dessas pessoas viajaram para Berkeley vindas de outras partes do país. A manifestação foi contra-protestada e a violência eclodiu, resultando na prisão de 21 pessoas.
Em junho de 2017, McInnes rejeitou o planejado comício Unite the Right em Charlottesville, Virgínia. No entanto, os Proud Boys estiveram no evento de direita alternativa de agosto de 2017, organizado pelo supremacista branco Jason Kessler. Kessler se juntou aos Proud Boys algum tempo antes de organizar o evento. McInnes disse que expulsou Kessler depois que suas opiniões sobre raça se tornaram claras. Após o comício, Kessler acusou McInnes de usá-lo como um bode expiatório e disse: "Você está tentando trapacear e salvar sua própria pele." Alex Michael Ramos, um dos homens condenados pela agressão a DeAndre Harris ocorrida no comício, era associado aos Proud Boys e à Fraternal Order of Alt-Knights.
Os Proud Boys estão ativos há vários anos no noroeste do Pacífico dos Estados Unidos. Começando em setembro de 2017 e continuando em 2018, os Proud Boys participaram de vários comícios organizados pela Patriot Prayer em Portland, Oregon, e nas proximidades de Vancouver, Washington. Cenas de violência em um desses comícios se transformaram em um burburinho para os Proud Boys e circularam nas redes sociais. A violência eclodiu em dois eventos em junho de 2018, deixando cinco pessoas hospitalizadas depois que a marcha de extrema direita de 30 de junho se transformou em um motim no centro de Portland.

### Incidente do Clube Republicano Metropolitano de 2018
Em outubro de 2018, McInnes deu uma palestra no Metropolitan Republican Club, no Upper East Side de Manhattan. Ele saiu do carro usando óculos com olhos asiáticos desenhados na frente e puxou uma espada de samurai da bainha. A polícia o forçou a entrar. Mais tarde, dentro do evento, McInnes e um membro asiático dos Proud Boys reencenaram o assassinato de Inejiro Asanuma em 1960, o líder do Partido Socialista Japonês; uma fotografia legendada do assassinato real se tornou um meme nas redes sociais da direita alternativa. O público do evento foi descrito pelo The New York Times como "um corte transversal da subcultura de extrema direita de Nova York: libertários, teóricos da conspiração e nacionalistas que se uniram em torno de sua oposição ao Islã, ao feminismo e à política liberal".

#### Manifestantes
Ativistas antifascistas começaram a protestar fora do clube antes do evento e teriam se envolvido em vandalismo. Após provocações cruzadas entre os lados opostos, os Proud Boys atacaram os manifestantes, que atiraram uma garrafa em resposta, resultando em uma briga. A polícia de Nova York presente no protesto supostamente não respondeu.

#### Incidente
Evidências de três vídeos separados mostraram conclusivamente que os Proud Boys instigaram a luta após o evento do Metropolitan Republican Club. John Miller, vice-Comissário de Polícia de inteligência e contraterrorismo da cidade de Nova York, disse que "incidentes como [a luta pós-MRC] tornam mais provável" que os Proud Boys estejam "no topo do radar" das autoridades.
Dez homens ligados aos Proud Boys foram presos em conexão com o incidente de outubro de 2018. Sete Proud Boys se confessaram culpados de várias acusações, incluindo motim, conduta desordeira e tentativa de agressão.
Três dos homens aceitaram acordos judiciais. Douglas Lennan, declarou-se culpado de uma acusação de motim e uma acusação de tentativa de agressão, e concordou em cumprir cinco dias de serviço comunitário em troca de uma sentença sem prisão. Jake Freijo e Eryk Kacznyski se declararam culpados de uma acusação de conduta desordeira e também concordaram em cumprir cinco dias de serviço comunitário.
Em agosto de 2019, mais dois Proud Boys, Maxwell Hare e John Kinsman, foram condenados após um julgamento com júri por tentativa de agressão de gangue, tentativa de assalto e motim; o júri deliberou um dia e meio antes de rejeitar suas alegações de legítima defesa. Hare e Kinsman foram condenados cada um a quatro anos de prisão. O último réu aguarda julgamento.
As quatro vítimas antifascistas do espancamento não cooperam com os procuradores, chegando ao ponto de revelar suas identidades, e são conhecidos apenas como "Shaved Head", "Ponytail", "Khaki" e "Spiky Belt". Por causa dessa falta de cooperação, os Proud Boys não foram acusados de agressão – o que requer evidência de lesão – mas de motim e tentativa de agressão. A maior parte das evidências no julgamento veio de vídeos.

#### Consequências
As consequências do incidente deixaram o grupo em desordem interna. Depois que McInnes deixou nominalmente o grupo, o "Elder Chapter" do grupo supostamente assumiu o controle. Jason Lee Van Dyke, o advogado do grupo, foi nomeado presidente do grupo. Van Dyke era anteriormente conhecido por elaborar meios de comunicação e ativistas antifascistas por reportarem sobre o grupo e por fazerem ameaças violentas online com linguagem racista.
O grupo então divulgou publicamente seu novo estatuto online, com os nomes dos membros do "Elder Chapter" listados e redigidos. Posteriormente, descobriu-se que a redação era um fracasso, pois a lista de nomes pode ser acessada selecionando-se na barra preta do documento divulgado. Um dia depois, a divisão anunciou que Van Dyke não era mais o líder do grupo e que Enrique Tarrio é o novo presidente do grupo.

### Comício pela liberdade de expressão em 2019
Um comício dos Proud Boys chamado Demand Free Speech aconteceu em 6 de julho de 2019, no Freedom Plaza e no Pershing Park de Washington, D.C., atraindo cerca de 250 pessoas. McInnes, Laura Loomer e Milo Yiannopoulos apareceram, enquanto o ex-conselheiro do Trump, Roger Stone e Jacob Wohl, não. Um contraprotesto e uma festa dançante do outro lado da rua atraíram mais pessoas do que o comício principal. A polícia disse que houve apenas pequenos conflitos entre a extrema-direita e a antifa, e nenhuma prisão foi feita.
O candidato republicano Omar Navarro, um eterno desafiante ao assento no Congresso dos Estados Unidos da congressista democrata Maxine Waters, desistiu de falar no evento, twittando que sua ex-namorada DeAnna Lorraine, que se autodenomina "especialista em relacionamento MAGA", o ameaçou, usando cocaína e fazendo sexo com membros dos Proud Boys. Em resposta aos tweets de Navarro, os Proud Boys divulgaram um vídeo apresentando o ex-membro da equipe do InfoWars Joe Biggs e Ethan Nordean - a estrela de um vídeo viral que o mostra espancando um manifestante antifa - no qual eles "baniram" Navarro dos Proud Boys. O presidente dos Proud Boys, Enrique Tarrio, descreveu o grupo como "pró-drogas". Outros oradores agendados para o comício, incluindo os promotores do Pizzagate Mike Cernovich e Jack Posobiec, já haviam cancelado suas apresentações por motivos aparentemente não relacionados às acusações de Navarro.

### Comício pelo Fim do Terrorismo Doméstico 2019
Os Proud Boys e Joe Biggs organizaram um evento em 17 de agosto de 2019, em Portland, com a presença de membros de vários grupos de extrema direita. O comício pelo Fim do Terrorismo Doméstico, que às vezes tinha o subtítulo "Better Dead than Red", pretendia promover a ideia de que a antifa deveria ser classificada como "terrorismo doméstico". Recebeu atenção nacional, incluindo um tweet do presidente Trump. Um dia antes do comício Joey Gibson, do Patriot Prayer que organizou eventos semelhantes em 2017 e 2018, foi levado sob custódia sob a acusação de tumulto durante um incidente em 1 de maio de 2019. Os Proud Boys organizaram o evento de agosto em resposta a um vídeo que se tornou viral de manifestantes mascarados atacando o blogueiro conservador Andy Ngo em um comício em Portland em 29 de junho de 2019. O evento pelo Fim do Terrorismo Doméstico atraiu mais contra-manifestantes do que participantes (pelo menos um grupo pediu antecipadamente aos seus membros que não comparecessem) e terminou com os Proud Boys solicitando uma escolta policial para sair.

### Desinformação sobre a COVID-19 em 2020
Tal como outros grupos de extrema direita, os Proud Boys demonstraram interesse em fazer uma causa comum com o movimento antivacinação, presumivelmente para fins de recrutamento e angariação de fundos.
Em 1 de maio de 2020, o Centro sobre Terrorismo, Extremismo e Contraterrorismo (CTEC) do Instituto Middlebury de Estudos Internacionais, em Monterey, compilou um relatório que examina a influência dos Proud Boys nos protestos anti-lockdown e na desinformação sobre a COVID-19. Membros do grupo compartilharam teorias da conspiração sobre Bill Gates, uma "Plandemic" e as vacinas contra a COVID-19 nas redes sociais, especialmente no Telegram.
Em 10 de maio de 2020, um boletim sobre as campanhas de desinformação de protesto contra a COVID-19 do Centro de Análise de Informações do Colorado (CIAC) descreveu como "os Proud Boys, um grupo extremista de extrema direita, tem sido ativo na divulgação de teorias da conspiração sobre a COVID-19 no Twitter, Facebook e Telegram", sugerindo que “uma facção de elites está transformando o vírus em uma arma, e uma vacina provavelmente seria uma ferramenta para controle populacional e controle mental”. O boletim do CIAC também alertou que “a propagação da desinformação tem o potencial de causar agitação civil e pânico em massa”.
Em 1 de outubro de 2020, o The Guardian relatou que várias agências dos Estados Unidos descreveram os Proud Boys como "um grupo perigoso de "supremacistas brancos", "extremistas" e como "uma gangue", com as autoridades policiais mostrando preocupação "com a ameaça do grupo a grupos minoritários e policiais, e suas teorias de conspiração", incluindo desinformação e teorias de conspiração sobre o COVID-19.
Um grupo de Proud Boys esteve presente em uma grande manifestação contra as medidas de saúde pública, no dia 23 de janeiro de 2022. O evento foi organizado pelo grupo antivacinação Children's Health Defense e contou com a participação de líderes do movimento como Robert F. Kennedy Jr. e Del Bigtree.

### Protestos anti-BLM

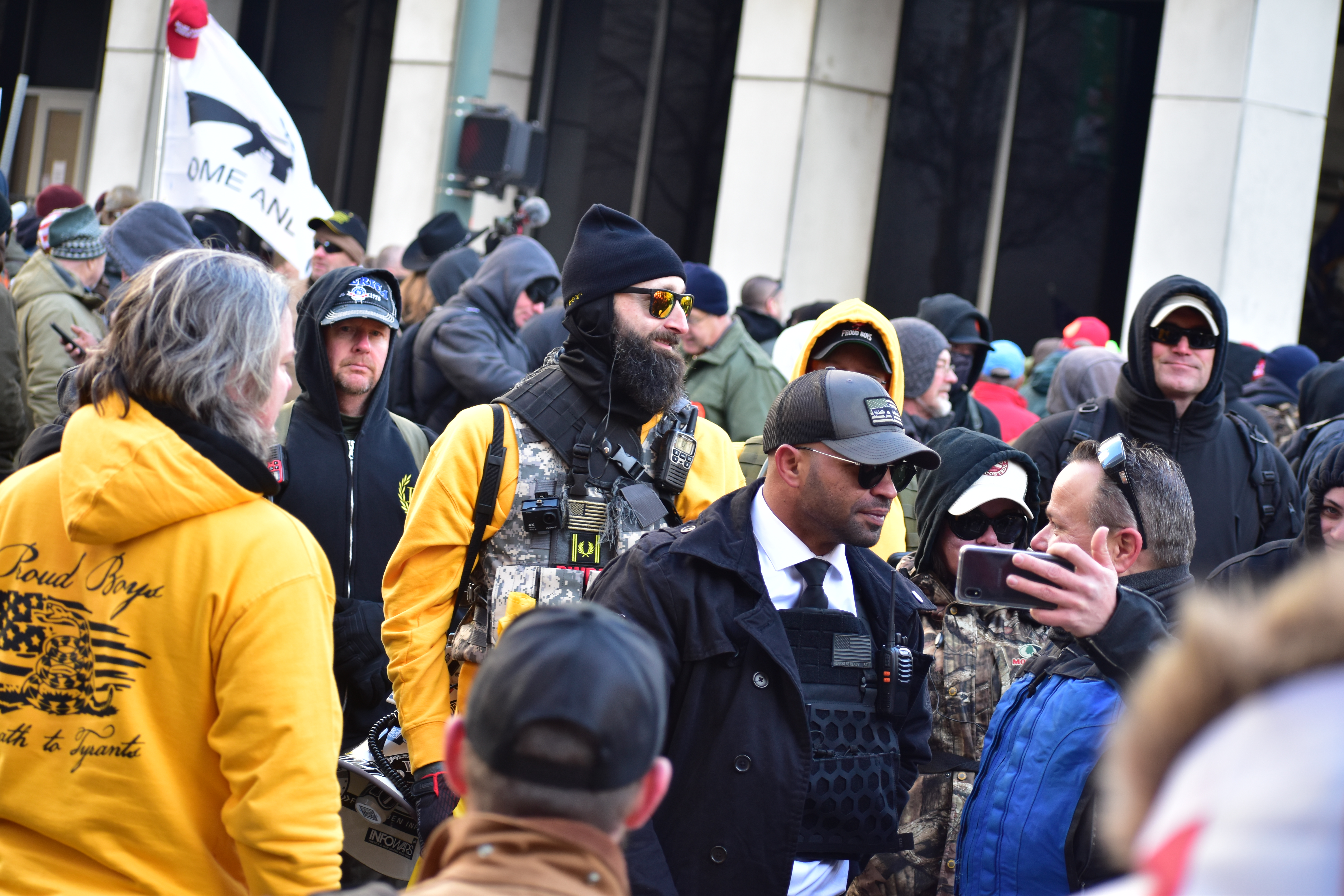
Os Proud Boys em um comício da Segunda Emenda em Richmond

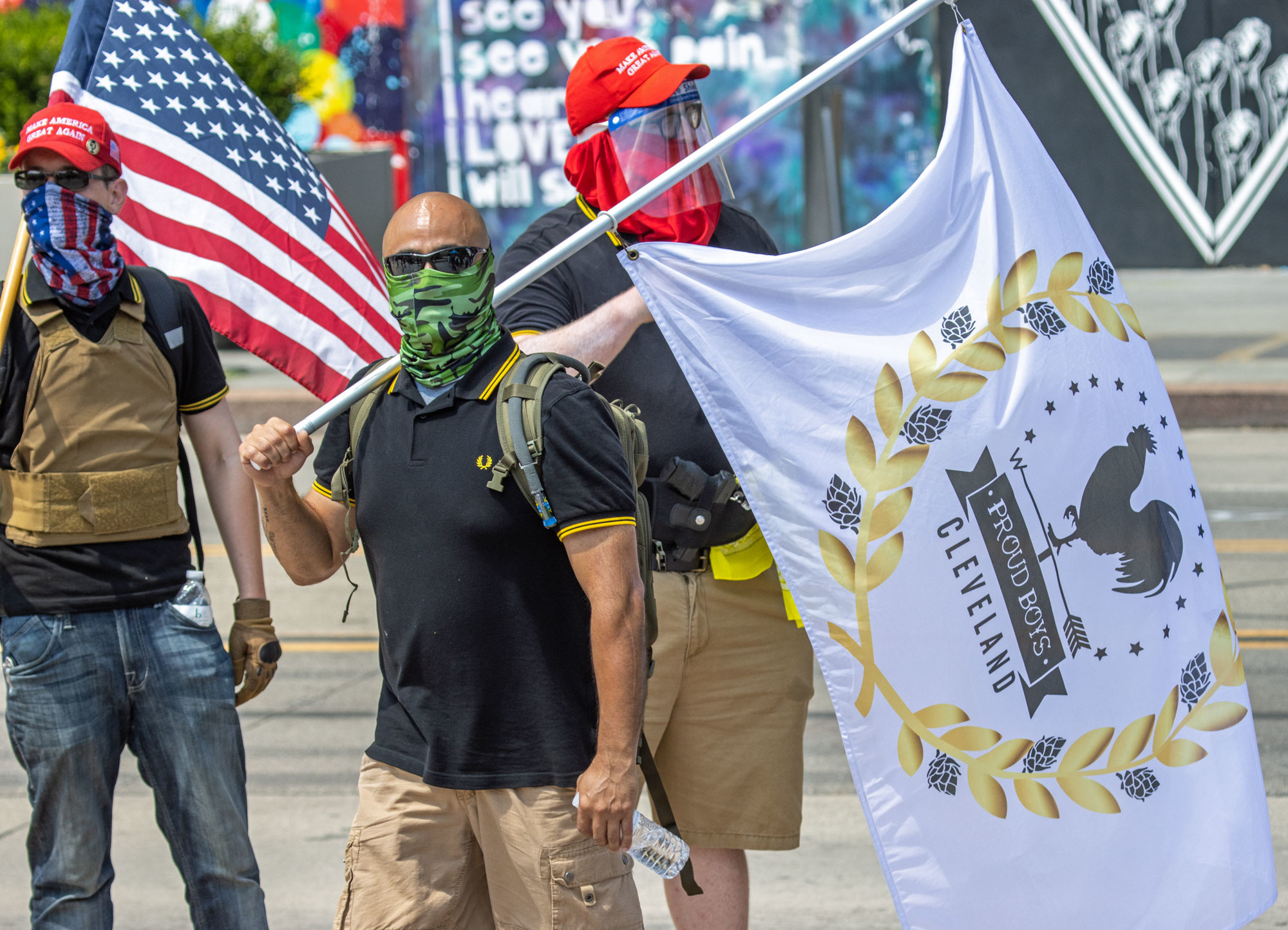
Proud Boys em um evento em Ohio em 2020

Em janeiro de 2020, os Proud Boys participaram de um grande comício da Segunda Emenda em Richmond, Virgínia. Eles se opõem aos protestos do Black Lives Matter e veem as tentativas de remover estátuas de líderes confederados e outras figuras históricas como uma "conspiração de esquerda para destruir a história americana".
Em 30 de maio de 2020, funcionários do Facebook relataram que sistemas internos sinalizaram atividades de contas relacionadas aos Proud Boys, incentivando "agitadores armados" a participar de protestos após o assassinato de George Floyd.
O grupo permaneceu ativo no noroeste do Pacífico e tinha uma dúzia de filiais em Idaho, Oregon e Washington em 2020. Em junho de 2020, membros dos Proud Boys se reuniram na Zona Autônoma de Capitol Hill, em Seattle, Washington, em um esforço para confrontar os manifestantes.
Residente de Washington e membro dos Proud Boys, Tusitala "Tiny" Toese, conhecido por brigar nas ruas de Portland e Seattle durante protestos políticos, foi preso em Washington em 28 de agosto de 2020. Ele era procurado por múltiplas violações de liberdade condicional relacionadas à sua condenação por agressão por contravenção em 2018, que deixou um manifestante com pontos e uma concussão em junho de 2018. Toese, anteriormente afiliado ao Patriot Prayer, foi observado participando de outros ataques com membros dos Proud Boys, incluindo um ataque em um shopping no Condado de Clark, Washington, em maio de 2018 e um ataque em Seattle em junho de 2020.
Alan Swinney, um membro dos Proud Boys baseado no Texas, foi preso em 30 de setembro de 2020 e detido em Oregon sob "acusações de agressão múltipla, apontar uma arma de fogo para outra pessoa, uso ilegal de arma e uso ilegal de gás lacrimogêneo e arma de choque”. Em 5 de outubro de 2016, um júri considerou Swinney culpado de 11 acusações decorrentes de protestos do BLM em Oregon em 15 e 22 de agosto de 2020, no qual ele arruinou o olho de um homem com uma arma de paintball, pulverizou os manifestantes com spray de urso e apontou uma pistola .357 carregada para outros. Ele foi considerado culpado e condenado a 10 anos de prisão com mais três anos de supervisão.

#### Debates Presidenciais 2020
No primeiro debate presidencial de 2020 em 29 de setembro de 2020, o presidente Donald Trump foi questionado pelo moderador Chris Wallace: "Você está disposto, esta noite, a condenar os supremacistas brancos e os grupos de milícias, e dizer que eles precisam recuar e não aumentar a violência em várias dessas cidades, como vimos em Kenosha e como vimos em Portland?" Trump respondeu: "Claro. Claro, estou disposto a fazer isso." Ele então pediu esclarecimentos, dizendo: “Quem você gostaria que eu condenasse?” Wallace mencionou "supremacistas brancos e milícias de direita". Durante a troca, o candidato presidencial democrata Joe Biden respondeu “Proud Boys” e Trump respondeu: “Proud Boys, recuem e aguardem, mas vou te dizer uma coisa, vou te dizer uma coisa, alguém tem que fazer algo sobre a antifa e a esquerda, porque este não é um problema de direita.” Pouco depois, Joe Biggs, um dos organizadores dos Proud Boys, compartilhou por meio de sua conta na mídia social Parler um logotipo com as palavras do presidente "Afaste-se" e "Aguarde".
Um pesquisador disse que o número de membros dos Proud Boys nos canais do Telegram cresceu quase dez por cento após o debate. O The Washington Post informou que os comentários de Trump foram rapidamente "consagrados em meme, incluindo um retratando Trump em uma das camisas polo exclusivas dos Proud Boys". Outro meme mostrava a citação de Trump ao lado de uma imagem de homens barbudos carregando bandeiras americanas e parecendo se preparar para uma luta”.
Em 30 de setembro, o presidente Trump esclareceu sua declaração, afirmando que "não sabe o que são os Proud Boys" e que "eles deveriam se retirar. Deixe a aplicação da lei fazer o seu trabalho". Em 1 de outubro, Trump disse no programa de Sean Hannity: “Já disse isso muitas vezes e deixe-me ser claro novamente: condeno a KKK. Condeno todos os supremacistas brancos. Eu condeno os Proud Boys. Não sei muito sobre os Proud Boys, quase nada. Mas eu condeno isso".
Durante o segundo e último debate presidencial em 22 de outubro, o candidato democrata Joe Biden referiu-se erroneamente aos Proud Boys como "pobres meninos", um deslize que se tornou viral nas redes sociais.

#### Desinformação estrangeira durante a campanha presidencial de 2020
Durante a campanha presidencial de 2020 em outubro, e-mails ameaçadores alegando ser dos Proud Boys foram enviados a eleitores democratas no Alasca, Arizona, Flórida e Pensilvânia, os três últimos dos quais foram estados indecisos nas próximas eleições. Os e-mails alertavam: “Você votará em Trump no dia da eleição ou iremos atrás de você”. O presidente dos Proud Boys, Enrique Tarrio, negou o envolvimento do grupo e disse que havia conversado com o FBI sobre isso. Tarrio disse ao The Washington Post que "[duas] semanas atrás, acredito que os serviços do Google Cloud nos retiraram de sua plataforma, então iniciamos uma transferência de URL, que ainda está em processo. Nós meio que nunca a usamos". O Miami New Times informou que os e-mails vieram de info@proudboysofficial.com, um dos dois sites pertencentes aos Proud Boys, e que Tarrio disse não ser atualizado há um ano e meio. Tarrio acrescentou que um e-mail autêntico dos Proud Boys viria de orgulhoboysusa.com. O FBI anunciou que a inteligência iraniana foi responsável pelos e-mails falsificados enviados para intimidar os eleitores da Flórida e acrescentou que a Rússia também estava trabalhando para influenciar as eleições. Autoridades de cada país negaram as acusações.

### Ataques à igreja em 2020
Em 12 de dezembro de 2020, Igreja Metodista Unida de Ashbury, a igreja historicamente negra mais antiga de Washington, D.C., foi alvo de Enrique Tarrio e dos Proud Boys após protestos pró-Trump no início daquele dia. Eles exibiram sinais de supremacia branca e derrubaram e queimaram uma placa do Black Lives Matter que havia sido erguida pela igreja. A polícia disse que mais de três dezenas de pessoas foram presas e quatro igrejas foram vandalizadas. O reverendo Ianther M. Mills, pastor da igreja, descreveu os atos como "uma reminiscência da queima de cruzes" e expressou tristeza pelo fato de a polícia local não ter intervindo. O líder dos Proud Boys, Enrique Tarrio, assumiu a responsabilidade pelo incidente, que a polícia classificou como crime de ódio.
Tarrio foi preso em 4 de janeiro de 2021, depois que a polícia encontrou carregadores de armas em seu carro durante uma parada de trânsito. Ele foi acusado de uma acusação de destruição de propriedade (uma contravenção) e duas acusações de posse de dispositivos de alimentação de munição de alta capacidade (um crime). Tarrio se declarou culpado de ambas as acusações e, em 24 de agosto de 2021, foi condenado a quase seis meses de prisão, a partir de 6 de setembro.
A Igreja Metodista Episcopal Africana Metropolitana também foi vandalizada em 12 de dezembro de 2020 e processou os Proud Boys e Tarrio. O juiz do caso também emitiu uma liminar proibindo Tarrio de entrar no Distrito de Columbia, exceto por exceções limitadas relacionadas a questões judiciais. Em junho de 2023 o juiz do Tribunal Superior do Distrito de Columbia, Neal E. Kravitz, impôs penalidades civis de mais de US$ 1 milhão aos Proud Boys e quatro de seus membros, Tarrio, Joe Biggs, Jeremy Bertino e John Turano. Kravitz disse que os quatro homens se envolveram em “conduta odiosa e abertamente racista” quando atacaram a igreja.

## Participação no ataque ao Capitólio dos Estados Unidos em 6 de janeiro
Membros dos Proud Boys participaram do ataque ao Capitólio dos Estados Unidos em 2021, onde alguns integrantes do grupo apareceram usando chapéus laranja. Alguns membros usavam roupas todas pretas em vez de seus trajes pretos e amarelos habituais, como Tarrio havia sugerido em uma postagem no Parler dias antes, o que os promotores disseram ser uma aparente referência à imitação da aparência de membros da Antifa.
Uma análise feita pelo The Wall Street Journal de postagens nas redes sociais de membros dos Proud Boys mostrou que o grupo invocou repetidamente as mensagens de Trump como um apelo à ação, e ficaram desanimados com as prisões e com o que consideraram ser a falta de ação de Trump nos dias que antecederam a posse de Joe Biden.
Em 30 de dezembro de 2020, os Proud Boys realizaram uma videoconferência para anunciar a fundação de uma divisão de elite de seus membros chamado Ministério de Autodefesa. Na conferência, Enrique Tarrio instruiu os membros que deveriam evitar outros manifestantes, comportar-se de maneira ordeira e nunca cruzar as linhas policiais.
De acordo com a ADL, um ex-membro dos Proud Boys fundou o grupo extremista neonazista NSC-131 em 2019. O NSC-131 também participou do ataque de 6 de janeiro ao Capitólio e se gabou de roubar equipamentos policiais, como capacetes e cassetetes.
Um vídeo investigativo do The New York Times intitulado "How the Proud Boys Breached the Capitol" e o testemunho e o vídeo do documentarista Nick Quested durante as audiências do Comitê de 6 de janeiro mostraram que os Proud Boys desempenharam um papel fundamental na Insurreição de 6 de janeiro. A investigação de vídeo do Times conclui que "... os Proud Boys desempenharam papéis críticos, desde o primeiro momento de violência até múltiplas violações do Capitólio, deixando a impressão de que eram apenas manifestantes comuns liderando o ataque." Da mesma forma, em 9 de junho de 2022, o cineasta Nick Quested testemunhou ao Comitê de 6 de janeiro que:
NICK QUESTED: Nós nos encontramos com os Proud Boys por volta das 10h30 e eles estavam começando a caminhar pelo Mall, na direção leste em direção ao Capitólio. Havia um grande contingente, mais do que eu esperava. E fiquei até certo ponto confuso por que estávamos nos afastando do discurso do presidente, porque era isso que eu sentia que estávamos lá para cobrir.
BENNIE THOMPSON: Então, às 10h30, é cedo. Isso foi antes mesmo de o presidente Trump começar a falar. Estou correto?
NICK QUESTED: Sim, senhor.
...
BENNIE THOMPSON: ... Você agora estima que havia cerca de 250 a 300 indivíduos que - você testemunhou.
NICK QUESTED: (Acena com a cabeça).

Quested também disse separadamente à NPR, em entrevista:
Há apenas um momento em que isso - o tipo de fachada de marcha e protesto pode ter caído, que foi - um dos Proud Boys chamado Milkshake e Eddie Block em sua transmissão ao vivo pega Milkshake dizendo, bem, vamos invadir o Capitólio com Nordean - Rufio - um dos líderes dos Proud Boys dizendo, pode ficar quieto, por favor, Milkshake. E então continuamos marchando.
A reportagem de vídeo investigativo do NYT rastreia os papéis dos Proud Boys em vários videoclipes. Começa com Joe Biggs direcionando os Proud Boys para se misturarem com os outros, ele disse "...vamos ficar incógnitos..." e mais tarde explica que "os líderes do Proud Boy criaram uma cadeia de comando especificamente para 6 de janeiro". Muitos dos Proud Boys também "trabalharam em equipe" e "mensagens de Telegram daquela manhã mostram que alguns dos Proud Boys pretendem irritar outros manifestantes", com um tópico tendo esta troca entre os membros do Proud Boys: "UCC-1: Quero ver milhares de normies queimarem aquela cidade até virar cinzas hoje. Pessoa-2: Seria épico."
O depoimento de 6 de janeiro da policial do Capitólio, Caroline Edwards, descreveu a primeira violação após a chegada dos Proud Boys. Edwards descreveu como um líder dos Proud Boys chamado Joseph Biggs encorajou outro homem a se aproximar da barricada do bicicletário onde ela estava colocada. Aquele homem, Ryan Samsel, disse ela, empurrou o bicicletário, fazendo-a bater a cabeça e perder a consciência. Mas antes de desmaiar, a Sra. Edwards se lembra de ter visto “uma cena de guerra” acontecendo na sua frente. Os policiais estavam sangrando e vomitando, ela lembrou. “Foi uma carnificina”, disse ela. "Foi um caos".
A polícia do Capitólio estava em grande desvantagem numérica: "... a multidão no lado oeste eventualmente cresceu para pelo menos 9.400 pessoas, superando os policiais em mais de 58 para um." O vídeo mostrado durante as audiências do comitê em 6 de janeiro mostra a policial Edwards sendo empurrada para trás de um bicicletário enquanto os Proud Boys empurram barricadas em sua direção, derrubando-a e fazendo-a bater a cabeça nos degraus de concreto.
Mais tarde, à medida que o ataque avançava, os Proud Boys foram paralisados por oficiais do Capitólio no lado oeste. A investigação em vídeo do NYT mostra como os líderes dos Proud Boys recuaram, avaliaram a situação durante cerca de quinze minutos e depois redirecionaram o seu ataque para pontos mais fracos. O esforço redirecionado concentrou-se no lado leste e em um andaime que conduzia às entradas do edifício. Os manifestantes do lado leste, liderados pelos Proud Boys, agora ultrapassaram facilmente a polícia na praça. No lado oeste, depois de cerca de vinte minutos de batalha nos degraus do andaime, os Proud Boys romperam a resistência e subiram correndo as escadas do Capitólio. Uma das primeiras violações do Capitólio foi feita pelo Proud Boy Dominic Pezzola quebrando uma janela usando um escudo policial roubado.
A reportagem do Times "... encontrou um padrão na forma como os Proud Boys se moviam no terreno". Como neste exemplo, “repetidamente, em momentos-chave quando o Capitólio foi invadido, o grupo usou o mesmo conjunto de táticas: identificar pontos de acesso ao edifício, irritar outros manifestantes e, por vezes, juntar-se diretamente à violência. grupo reavaliado, e equipes de Proud Boys direcionaram novos pontos de entrada para o Capitólio".
Outra revelação importante sobre os planos do Proud Boys veio de um informante e preocupou Mike Pence: De acordo com um FBI depoimento que o painel destacou... um informante do governo disse que membros do grupo militante de extrema direita, os Proud Boys, lhe disseram que teriam matado Pence 'se tivessem a chance'. Os manifestantes de 6 de janeiro quase tiveram essa oportunidade, chegando a cerca de 12 metros do Vice-Presidente enquanto este fugia para um local seguro.
Representante Bennie G. Thompson (D-Mississippi), o presidente do Comitê de Segurança Interna da Câmara dos Estados Unidos, entrou com uma ação federal contra Donald Trump, Rudy Giuliani, o fundador do Oath Keepers, Stewart Rhodes, e o e Proud Boys International LLC. O processo alega que os acontecimentos no Capitólio em 6 de janeiro violaram a Terceira Lei de Execução de 1871. O presidente dos Proud Boys, Enrique Tarrio, classificou o processo como "frívolo".
O The New York Times informou em março de 2021 que o incidente fez com que os Proud Boys e outros grupos de extrema direita se fragmentassem em meio a divergências sobre se o ataque tinha ido longe demais ou foi um sucesso, e dúvidas sobre a liderança das suas organizações, levantando preocupações quanto ao número crescente de atores solitários que seriam mais difíceis de monitorizar e poderiam levar a cabo ações mais extremas.
O Times também informou que o FBI estava investigando comunicações entre um associado não identificado da Casa Branca e um membro não identificado dos Proud Boys durante os dias anteriores à incursão. As comunicações foram detectadas através do exame de metadados de celulares e eram separadas dos contatos anteriormente conhecidos entre Roger Stone e Proud Boys.
Citando mensagens privadas do Facebook, os promotores alegaram em um processo judicial de março de 2021 que, durante as semanas anteriores ao ataque, o líder do Florida Oath Keepers, Kelly Meggs, contatou os Proud Boys, que ele disse que poderiam servir como um "multiplicador de força" e que ele havia "organizado uma aliança" entre os Oath Keepers, Proud Boys e a divisão dos Three Percenters na Flórida. O Tribunal de Distrito dos Estados Unidos em Portland também acusou dois irmãos do Oregon, membros do grupo, dos crimes federais de violência e terrorismo por ações relacionadas ao ataque ao Capitólio.
Em junho de 2021, o juiz federal Royce Lamberth recusou-se a libertar o membro dos Proud Boys, Christopher Worrell, de East Naples, Flórida, antes de seu julgamento, citando postagens no Facebook que ele havia feito ameaçando represálias contra aqueles que ele acreditava que o "denunciaram" ao FBI. Em novembro de 2021, Worrell foi libertado da prisão e colocado em prisão domiciliar. Em agosto de 2023, ele desapareceu pouco antes de ser sentenciado, e foi emitido um mandado de prisão contra ele. Ele foi encontrado em casa no dia 28 de setembro.
Em 19 de maio de 2023, um tenente da polícia de DC foi preso por supostamente mentir sobre suas comunicações com Tarrio.
Em 16 de outubro de 2023, William Chrestman, membro dos Proud Boys, se declarou culpado de obstruir um processo do Congresso e de ameaçar agredir um oficial federal.

### Acusações de conspiração

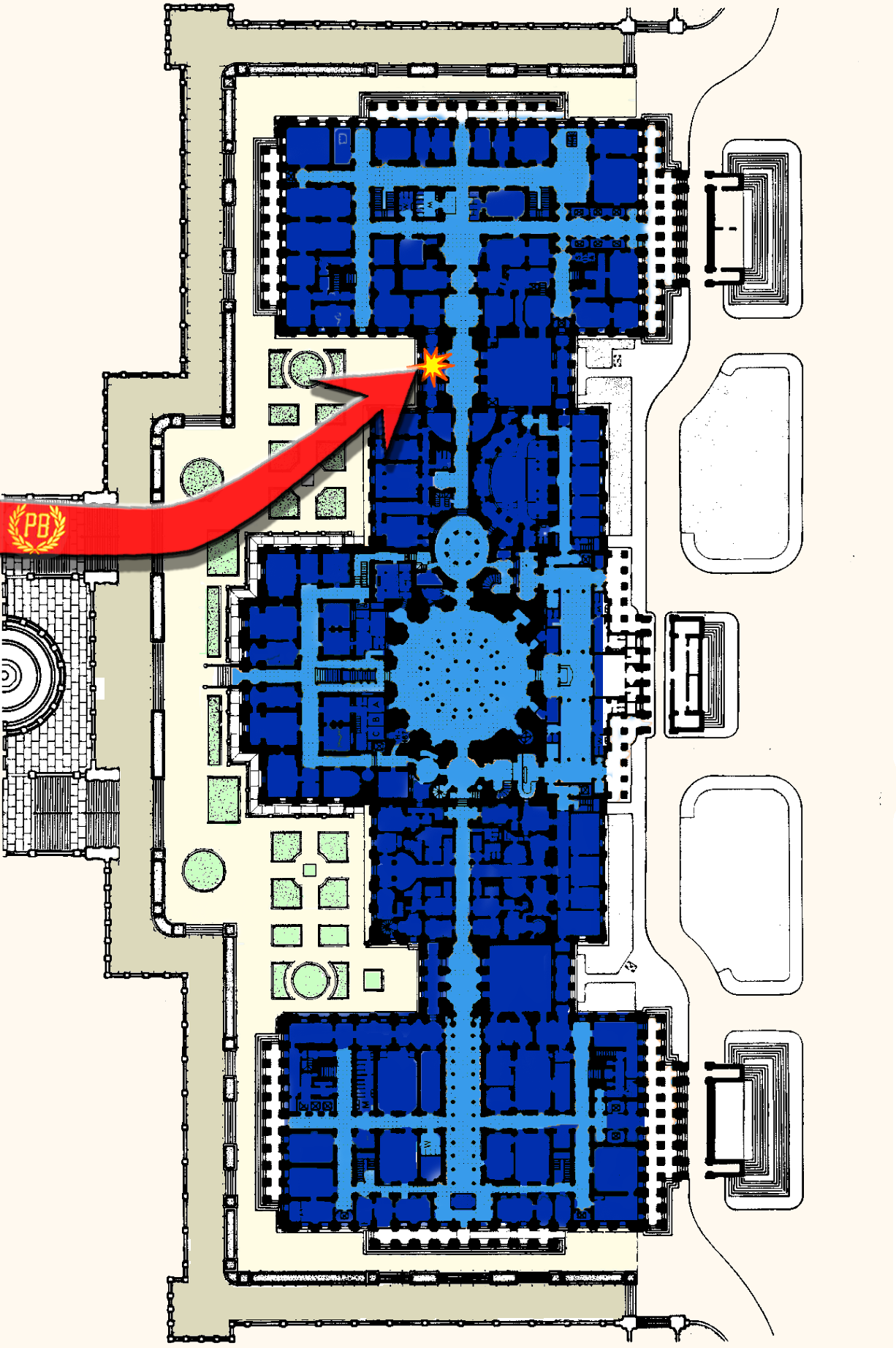
Em 6 de janeiro, os Proud Boys lideraram a “ponta da lança” para invadir o Capitólio.

O Departamento de Justiça dos Estados Unidos anunciou em 3 de fevereiro de 2021 que dois membros dos Proud Boys foram indiciados por conspiração. Mais cinco indivíduos afiliados aos Proud Boys foram acusados de conspiração em 11 de fevereiro, seguidos por mais seis em 26 de fevereiro. Seguiram-se acusações de conspiração do grande júri federal contra outros. Os promotores federais consideraram apresentar acusações sob a Racketeer Influenced and Corrupt Organizations Act, normalmente usada para processar sindicatos do crime organizado.
Em 23 de novembro de 2021, Tarrio e o Proud Boys International LLC foram intimados pelo Comitê Seleto da Câmara dos Estados Unidos sobre o ataque de 6 de janeiro. A crença do comitê era que os membros da organização tivessem informações sobre os preparativos do evento e o que levou à violência que se seguiu.
Em dezembro, um juiz federal rejeitou um argumento apresentado por quatro membros dos Proud Boys de que a sua participação no ataque poderia ser considerada uma manifestação protegida pela Primeira Emenda.
Os indiciados são:
1. Charles Donohoe: líder da divisão dos Proud Boys na Carolina do Norte, em abril de 2022, tornou-se o primeiro membro da liderança dos Proud Boys a se declarar culpado de conspiração e a concordar em cooperar com os promotores.[220] Depois de entrar com seu apelo, seus advogados divulgaram documentos judiciais nos quais Donohoe admitia que vários líderes e membros dos Proud Boys haviam discutido o uso de "força e violência" para interromper a certificação das eleições "para mostrar ao Congresso que 'nós, o povo', estávamos no comando". Ele também afirmou que antes de chegar a Washington os Proud Boys discutiram o ataque ao Capitólio, que ele disse "atingiria o objetivo do grupo de impedir o governo de realizar a transferência do poder presidencial".[221]
2. Nicholas Ochs: líder da divisão havaiana dos Proud Boys e candidato republicano à legislatura estadual havaiana de Waikiki, esteve presente no ataque ao Capitólio dos Estados Unidos em 2021 e admitiu ter entrado no Capitólio, bem como lançado bombas de fumaça contra a polícia. Ele foi preso e se declarou culpado de obstrução de um processo oficial.[222][223][224] Ele foi considerado culpado de obstrução criminosa de um processo oficial e condenado a quatro anos de prisão, três anos de liberdade supervisionada e multa.[225]
3. Shawn Price: um membro do Proud Boys de Rockaway, e vice-presidente de um grupo local, viajou para Washington, D.C. e em 6 de janeiro de 2021, e empurrou agressivamente a multidão para uma linha de policiais de defesa. Ele se declarou culpado de interferir com policiais durante uma desordem civil.[226]
4. Matthew Greene: o membro dos Proud Boys de Syracuse, Nova York, disse a outros Proud Boys em mensagens criptografadas que eles precisavam "ficar juntos agora ou acabar no gulag separadamente".[227] Ele se declarou culpado em dezembro de 2021 de conspiração e obstrução de um processo oficial e se tornou o primeiro Proud Boys a concordar em cooperar com os promotores.[228]
5. Nicholas DeCarlo: um membro dos Proud Boys de Fort Worth, Texas, conheceu o Proud Boy Nicolas Ochs do Havaí e entrou no Capitólio. Ochs se gravaram dizendo: “Não deveríamos estar aqui, isso fica além da cerca”, e DeCarlo disse: "Somos todos criminosos, sim!" Mais tarde, eles se gravaram nas ruas de Washington e disseram: "Como dissemos o dia todo, viemos aqui para impedir o roubo." Ao que DeCarlo acrescentou: "Conseguimos... Fizemos o nosso trabalho." DeCarlo se declarou culpado de obstrução de um processo oficial.[223][229]
6. Joshua Pruitt: um membro dos Proud Boys de DC/Maryland e participou do ataque ao Capitólio, onde quebrou cartazes, obstruiu um processo oficial e perseguiu o líder da maioria no Senado, Chuck Schumer. Ele foi considerado culpado e condenado a 55 meses de prisão.[230][231]
7. Jeremy Bertino: Proud Boy de Belmont, Carolina do Norte e descrito como um "tenente" de Enrique Tarrio se declarou culpado de conspiração sediciosa e posse de armas de fogo "para derrubar, derrubar ou destruir pela força o governo dos Estados Unidos". Ele aguarda sentença.[232][233]

Em 7 de março de 2022, o Departamento de Justiça dos Estados Unidos emitiu a segunda acusação substitutiva contra Ethan Nordean, Joe Biggs, Zachary Rehl, Charles Donohoe, Enrique Tarrio e Dominic Pezzola. Em 6 de junho de 2022, uma terceira acusação substitutiva foi emitida contra Ethan Nordean, Joe Biggs, Zachary Rehl, Enrique Tarrio e Dominic Pezzola.
Em 6 de junho de 2022, o Departamento de Justiça anunciou que cinco Proud Boys haviam sido indiciados por "conspiração sediciosa", uma acusação a ser acrescentada às suas acusações de fevereiro de 2021 de obstrução à certificação das eleição presidencial nos Estados Unidos em 2020. Eles são:
1. Enrique Tarrio: Presidente Nacional dos Proud Boys. Em 22 de março de 2023, os promotores federais revelaram que uma testemunha que esperavam que Tarrio convocasse em sua defesa no dia seguinte era informante do governo há quase dois anos.[239]
2. Joe Biggs: de Ormond Beach, Flórida, foi considerado culpado de conspiração sediciosa e condenado a 17 anos de prisão federal.[240]
3. Ethan Nordean: também conhecido como Rufio Panman, é um líder dos Proud Boys de Auburn, Washington. Nordean foi considerado culpado de conspiração sediciosa e condenado a 18 anos de prisão.[241]
4. Dominic Pezzola: o membro do Proud Boys de Rochester, Nova York, foi considerado culpado de em 4 de maio de 2023, após um julgamento de três meses e 30 horas de deliberação do júri, Pezzola foi condenado por múltiplas acusações, incluindo obstrução de procedimentos no Congresso, desordem civil, agressão a um policial, roubo de um policial e destruição da janela. O júri absolveu-o da acusação mais grave, conspiração sediciosa, embora os seus quatro co-réus tenham sido condenados por esse crime. O júri chegou a um impasse em relação a outras acusações contra Pezzola, incluindo conspiração para obstruir a contagem dos votos eleitorais.[242][243]
5. Zachary Rehl: presidente da divisão da Filadélfia, postou nas redes sociais: “Esperamos que os pelotões de fuzilamento sejam para os traidores que estão tentando roubar as eleições do povo americano”. Ele foi acusado de conspiração sediciosa.[244] Ele foi descoberto jogando spray de pimenta em policiais e foi condenado a 15 anos de prisão federal.
6. Freedom Vy: Membro do Proud Boys da Filadélfia, supostamente invadiu o gabinete do senador norte-americano Jeff Merkley, do Oregon, e foi acusado de entrada ilegal, entrada violenta e conduta desordeira.[245]
7. Isaiah Giddings: membro da Filadélfia, supostamente invadiu o gabinete do senador norte-americano Jeff Merkley, do Oregon, e foi acusado de entrada ilegal, entrada violenta e conduta desordeira.[245]
8. Brian Healion: membro de Upper Darby, Pensilvânia, também foi acusado de entrada ilegal, entrada violenta e conduta desordeira.[245]

Quatro membros dos Oath Keepers foram condenados por conspiração sediciosa pelo seu papel no ataque de 6 de janeiro ao Capitólio. Eles são:
1. Joseph Hackett: um quiroprático de Sarasota, Flórida.[248]
2. Roberto Minuta: de Prosper, Texas.[249]
3. David Moerschel: de Punta Gorda, Flórida.[250]
4. Edward Vallejo: de Phoenix, Arizona.[251]

Outros indivíduos com ligações com os Proud Boys foram acusados de outros crimes relacionados ao ataque ao Capitólio são:
1. Dominic Pezzola: cujas ações incluíram filmar o roubo de um escudo de choque da polícia e usá-lo para entrar no Capitólio e depois fazer uma pausa para soltar uma fumaça de vitória. Ele foi considerado culpado de agredir, resistir ou impedir determinados policiais, além de roubar o escudo policial. Ele foi condenado a 10 anos de prisão.[241]
2. William Pepe: Proud Boy que participou do ataque de 6 de janeiro e foi acusado de invasão de propriedade e impedimento do funcionamento ordenado do governo. Ele foi demitido do cargo da Metropolitan Transportation Authority por ter aproveitado licença médica para participar do comício e por ter valores "inaceitáveis e incompatíveis" com o MTA.[38][252]
3. Lucas Denney: do Condado de Kinney, Texas, fundador de um grupo chamado Patriot Boys of North Texas, meticuloso planejou a viagem a Washington, D.C. e participou do ataque ao Capitólio. Veterano militar, Denney carregava colete balístico, spray de pimenta e um tubo de PVC para usar como arma. Ele foi acusado de agredir um policial, considerado culpado e condenado a 52 meses de prisão.[253]
4. Donald Hazard: de Hurst, Texas, é membro de um grupo chamado Patriot Boys of North Texas. A pedido do presidente do grupo, Lucas Denny, Hazard viajou para Washington, D.C. e participou do ataque ao Capitólio, durante o qual atacou e feriu um policial e depois se gabou disso no Facebook. Ele foi considerado culpado e condenado a quatro anos e nove meses de prisão.[253]

### Condenações por conspiração sediciosa
O julgamento, originalmente agendado para 8 de agosto de 2022, foi adiado para aguardar as transcrições relevantes das entrevistas do comitê da Câmara de 6 de janeiro (a comissão pretendia redigir o seu próprio relatório final antes de partilhar o depoimento das suas testemunhas com o Departamento de Justiça e, portanto, nem os procuradores nem o advogado dos arguidos esperavam ter acesso ao material até ao final do ano). Dois réus solicitaram o reagendamento do julgamento de agosto e o governo consentiu, desde que todos os cinco réus fossem julgados juntos em dezembro. Entretanto, em outubro, o governo estendeu uma oferta aos cinco homens, que foi rejeitada.
O julgamento começou em 19 de dezembro de 2022. O juiz distrital dos Estados Unidos, Timothy Kelly, permitiu que os promotores reproduzissem um vídeo de 2020 de Donald Trump pedindo aos Proud Boys que "recuassem e aguardassem". Embora alguns dos réus dos Proud Boys quisessem intimar Trump para comparecer como testemunha, o juiz Kelly não apoiou a ideia e Trump nunca testemunhou.
Em 4 de maio de 2023, Tarrio, Nordean, Biggs e Rehl foram condenados por conspiração sediciosa, conspiração para obstruir um processo oficial, conspiração para impedir que membros do Congresso e policiais federais cumpram suas funções, desordem civil e destruição de propriedades do governo. Biggs foi condenado a 17 anos, Rehl a 15, Nordean a 18 e Tarrio a 22.
Pezzola foi absolvido de conspiração sediciosa, mas condenado por outros crimes graves: agredir, resistir ou impedir certos oficiais e roubo envolvendo propriedade do governo. Ele foi condenado a 10 anos.

### Ações pós-ataque ao Capitólio de 2021

#### Alabama
Após o ataque ao Capitólio em 2021, descobriu-se que Enrique Tarrio foi informante das autoridades federais e locais entre 2012 e 2014. Os Proud Boys de Alabama declararam oficialmente no Telegram sobre Tarrio, “rejeitamos e repudiamos o comprovado informante federal, Enrique Tarrio, e toda e qualquer divisão que opte por se associar a ele”.

#### Marcha de Portland, Oregon
Em 23 de agosto de 2021 os Proud Boys realizaram um comício em Portland, Oregon, onde eles entraram em confronto com contra-manifestantes Antifa. Alan Swinney, um Proud Boy do Texas, participou da marcha de George Floyd em Portland, onde ele "calmamente e desapaixonadamente usou ou ameaçou a força", pulverizando manifestantes com spray de urso, atirando em pessoas aleatórias com uma arma de paintball (fazendo com que um manifestante perdesse um olho), e ameaçando outras pessoas com uma arma carregada. Ele foi considerado culpado de tentativa de agressão, uso ilegal de spray de urso em segundo grau e apontar arma de fogo e foi condenado a 10 anos de prisão.

#### Califórnia
Em 12 de junho de 2022, um grupo identificado como Proud Boys pelo Gabinete do Xerife do Condado de Alameda, invadiu um evento infantil Drag Queen Story Time na Biblioteca de San Lorenzo. Membros do evento descreveram o grupo como "extremamente agressivo" que "assustou totalmente as crianças", gritando calúnias homofóbicas e transfóbicas durante o evento. O gabinete do Xerife está investigando o ataque como um possível crime de ódio.

#### Rompimento com neonazistas
Em junho de 2023, o Projeto Global Contra o Ódio e o Extremismo relatou que 10 divisões dos Proud Boys, principalmente simpático às ideias neonazistas, rompeu com a organização nacional depois que uma briga eclodiu em 25 de junho entre uma dúzia de membros dos Proud Boys e os neonazistas Rose City Nationalists.

## Resposta

### Governo

#### Estados Unidos
No final de novembro de 2018, um memorando interno do Gabinete do Xerife do Condado de Clark mostrou que o FBI havia designado os Proud Boys como um grupo extremista, mas posteriormente esclareceu que apenas alguns membros eram ameaças extremistas com ligações ao nacionalismo branco.
Em 2019, o livro de 22 páginas Violent Extremism in Colorado: a Reference Guide for Law Enforcement from the Colorado Information Analysis Center (a versão estadual do Departamento de Segurança Interna dos Estados Unidos) e o Departamento de Segurança Pública do Colorado foi liberado, com as organizações que discutem os Proud Boys sob o título "Extremismo da Supremacia Branca". Na cobertura do The Guardian, foi relatado que organizações membros da rede nacional de centros antiterroristas emitiram avisos sobre os Proud Boys. Chamando os Proud Boys de "ameaça ao Colorado", o guia os relacionou ao grupo terrorista neonazista Atomwaffen Division e como os confrontos violentos em 2018 com a Rocky Mountain Antifa terminaram na prisão de dois membros dos Proud Boys. A orientação sobre os Proud Boys no relatório envolvia descrevê-los como "um perigoso grupo de supremacia branca", como uma ameaça extremista da supremacia branca e com a "preocupação de que os extremistas da supremacia branca continuem a atacar membros da comunidade que ameaçam a sua crença na superioridade caucasiana".
Também em 2019, o Austin Regional Intelligence Center (ARIC) compilou um Special Event Threat Assessment de perigos potenciais para a Parada do Orgulho de Austin. A ARIC identificou os Proud Boys como associados a uma "reação crescente contra o Mês do Orgulho" que surgiu na forma do movimento do orgulho heterossexual, observando que um evento de orgulho transgênero em junho de 2019 em Seattle, Washington, foi interrompido pela "organização de direita alternativa Proud Boys".

#### Canadá
Bill Blair, Ministro da Segurança Pública e Preparação para Emergências do Canadá, anunciou em janeiro de 2021, que o Canadá estava considerando designar os Proud Boys como organização terrorista.
Em 25 de janeiro de 2021, a Câmara dos Comuns do Canadá aprovou por unanimidade uma moção apelando ao governo "para usar todas as ferramentas disponíveis para enfrentar a proliferação de grupos de supremacia branca e de ódio, começando com a designação imediata dos Proud Boys como uma entidade terrorista".
Em 3 de fevereiro de 2021, os Proud Boys foram oficialmente designados como entidade terrorista no Canadá. Bill Blair, o Ministro da Segurança Pública, adicionou 13 novos grupos (incluindo quatro grupos extremistas violentos com motivação ideológica, a Atomwaffen Division, The Base, o Movimento Imperial Russo e os Proud Boys) à lista de entidades terroristas do Código Penal.
A Seção 83.01() do código penal canadense define uma entidade terrorista como "a) uma entidade que tenha como um dos seus objetivos ou atividades facilitar ou realizar qualquer atividade terrorista, ou b) uma entidade listada, e inclua uma associação de tais entidades". Uma entidade listada significa uma entidade constante de uma lista estabelecida pelo Governador no Conselho nos termos da secção 83.05. O Gabinete do Canadá pode listar uma entidade por recomendação do Ministro de Segurança Pública e Preparação para Emergências se o Governador no Conselho estiver convencido de que existem motivos razoáveis para acreditar que (a) A entidade realizou, tentou realizar, participou ou facilitou conscientemente uma atividade terrorista; ou (b) a entidade agiu conscientemente em nome, sob orientação ou em associação com uma entidade referida no parágrafo (a).
Nos termos da secção 83 do Código Penal, é crime punível fornecer uso ou posse de bens para fins terroristas. Como resultado da listagem, nenhuma pessoa no Canadá ou canadense fora do Canadá pode conscientemente negociar com a propriedade, fornecer serviços financeiros ou facilitar qualquer transação para o grupo. As instituições financeiras não podem processar pagamentos ou oferecer empréstimos a membros conhecidos e são obrigadas a reportar propriedades ou transações aos reguladores. A listagem não significa que o grupo esteja banido ou que a adesão seja crime. A filiação aos Proud Boys não é criminalizada. Fornecer bens ou serviços financeiros a uma entidade listada é crime, o que torna o pagamento de taxas de adesão ao grupo um crime de terrorismo no Canadá. Comprar mercadorias dos Proud Boys pode ser um ato criminoso e restrições de viagem podem ser aplicadas a pessoas associadas ao grupo. Além disso, a participação e a contribuição quando o objetivo desta participação é aumentar a capacidade deste último de facilitar ou realizar uma atividade terrorista também é criminalizada. Tal comportamento inclui o recrutamento de estagiários, a travessia de uma fronteira internacional e o fornecimento ou oferta de competências ou conhecimentos especializados.
O Proud Boys Canada anunciou que estava se dissolvendo em 2 de maio de 2021 e negou que fosse um grupo terrorista ou de supremacia branca. Analistas alertaram que o grupo pode optar por mudar a marca no Canadá e observaram que uma filial dos Proud Boys com sede em Hamilton, Ontário, começou a usar o nome "Canada First".

#### Nova Zelândia
No final de junho de 2022, o Comissário de Polícia Andrew Coster e a Primeira-Ministra Jacinda Ardern designou os Proud Boys e outro grupo de extrema direita chamado The Base como organizações terroristas. Como resultado da designação de terrorismo, qualquer pessoa que tenha relações financeiras ou patrimoniais com estas organizações enfrenta processos judiciais e até sete anos de prisão ao abrigo da Lei de Supressão do Terrorismo.

### Processo doSouthern Poverty Law Center
Embora ele supostamente tivesse cortado seus laços com os Proud Boys em novembro de 2018 deixando o cargo de presidente, McInnes entrou com um processo por difamação em fevereiro de 2019 contra o Southern Poverty Law Center (SPLC) no tribunal federal do Alabama sobre a designação dos Proud Boys pelo SPLC como um grupo de "ódio geral". O SPLC considerou a ação “um elogio” e uma indicação de que “estamos fazendo o nosso trabalho”. Em seu site, o SPLC disse que "McInnes joga um jogo retórico dúbio: rejeitando o nacionalismo branco e, em particular, o termo alt-right enquanto defende alguns de seus princípios centrais" e que os "membros comuns e líderes do grupo regularmente divulgam memes nacionalistas brancos e mantêm afiliações com extremistas conhecidos. Eles são conhecidos pela retórica anti-muçulmana e misógina. Os Proud Boys apareceram ao lado de outros grupos de ódio em reuniões extremistas como o comício Unite the Right em Charlottesville". McInnes é representado por Ronald Coleman. Além da difamação, McInnes alegou interferência ilícita nas vantagens econômicas, "falsa invasão de privacidade" e "ajudar e encorajar a discriminação no emprego". No dia seguinte à ação, McInnes anunciou que havia sido recontratado pelo grupo de mídia canadense de extrema direita The Rebel Media. O SPLC entrou com um pedido de arquivamento da ação em abril de 2019.

### Ações judiciais
Em 17 de maio de 2019 Bill Burke, de Ohio, entrou com uma ação de US$ $ 3 milhões contra os Proud Boys, Kessler e várias outras pessoas e grupos associados ao comício Unite the Right. Burke ficou gravemente ferido no ataque de carro em Charlottesville em agosto de 2017, que se seguiu ao evento. A denúncia inicial de 64 páginas alega que as partes citadas “conspiraram para planejar, promover e realizar os acontecimentos violentos em Charlottesville”. Segundo Burke, seus ferimentos físicos e mentais levaram a “grave sofrimento psicológico e emocional”.

### Proibições de mídia social
A organização Proud Boys foi banida pelo Facebook, Instagram, Twitter e YouTube.

## Subgrupos

### Fraternal Order of the Alt-Knights
Em 2017, Kyle Chapman, apelidado de "Based Stickman" após os protestos de Berkeley em 2017, formou uma ala paramilitar dos Proud Boys chamada Fraternal Order of the Alt-Knights (FOAK). A figura da direita alternativa, Augustus Sol Invictus, atuou como segundo em comando do FOAK até deixar o grupo.

### Divisões canadenses
Após o ataque ao Capitólio dos Estados Unidos, as divisões de Ottawa e Manitoba foram encerrados. Em 2 de maio de 2021, o Proud Boys Canada anunciou no canal Proud Boys USA no Telegram que estava "oficialmente dissolvido".

## Simbolismo
Os membros dos Proud Boys podem ser identificados pelo uso de camisas polo Fred Perry pretas e amarelas, bandeiras americanas, chapéus MAGA e colete à prova de balas. Os membros geralmente carregam armas. Um bordão irônico usado pelos Proud Boys é uhuru, que significa 'liberdade' na língua suaíli.
Durante o ataque ao Capitólio, os Proud Boys passaram a usar chapéus laranja brilhante e traje todo preto.

### Associação com roupas Fred Perry

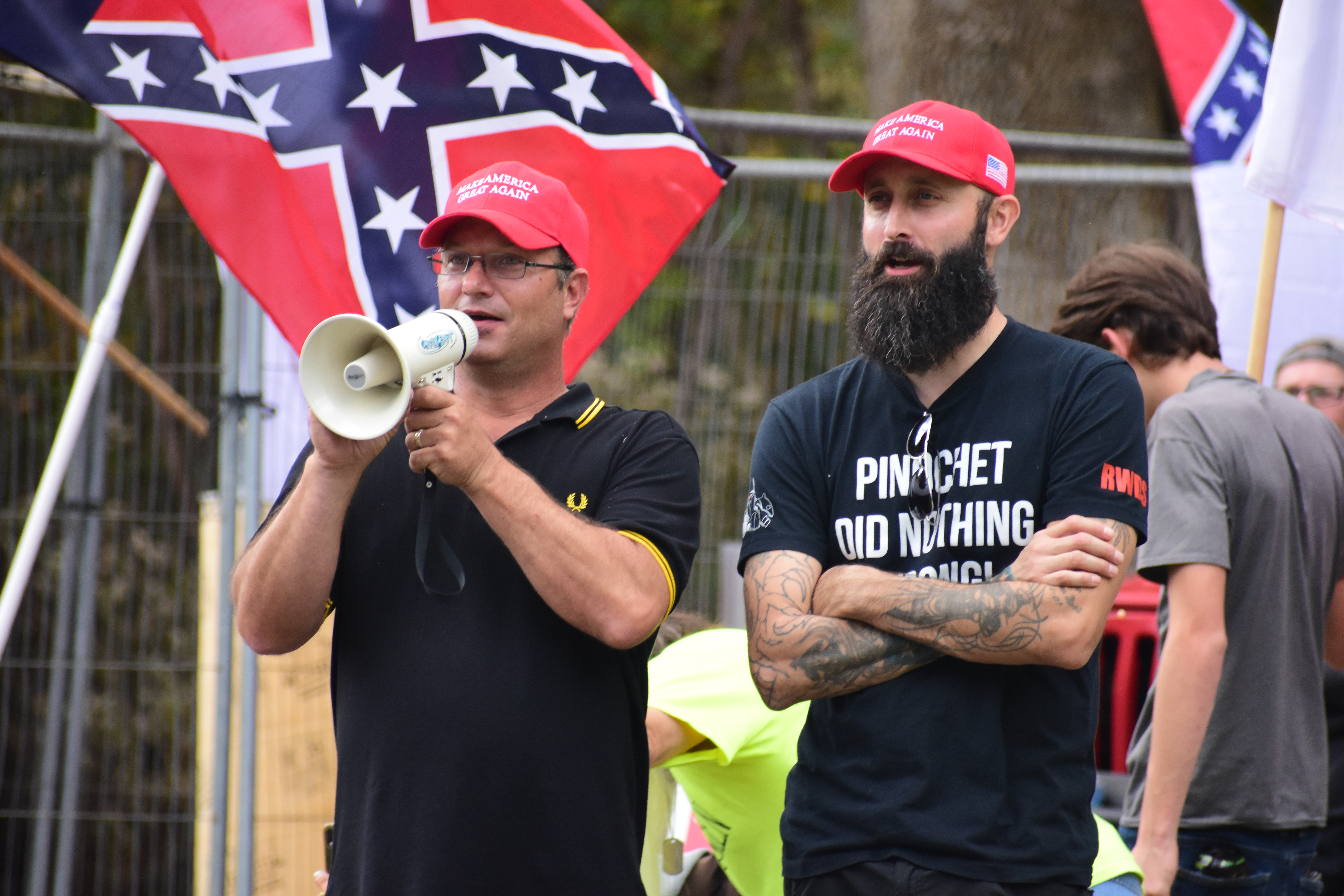
Proud Boy com camisa polo Fred Perry e chapéu MAGA em um comício neo-confederado em 2019

Desde os primeiros dias do grupo, os Proud Boys usaram camisas polo pretas e amarelas da marca de roupas britânica Fred Perry por sugestão de McInnes. A marca tendo sido anteriormente associada negativamente aos skinheads e à Frente Nacional Britânica na década de 1970, emitiu várias declarações públicas distanciando-se das crenças dos Proud Boys e pedindo aos membros que parassem de usar suas roupas.
Em 2017, o CEO da Fred Perry, John Flynn, denunciou a afiliação aos Proud Boys em uma declaração à Rádio CBC, dizendo: "Não apoiamos os ideais ou o grupo de que você fala. Isso vai contra nossas crenças e as pessoas com quem trabalhamos". As camisas não são vendidas nos Estados Unidos desde setembro de 2019. Em setembro de 2020, a varejista anunciou que não os venderia nos Estados Unidos até que a associação com os Proud Boys terminasse.

### Chapéus MAGA
Os Proud Boys costumam usar chapéus MAGA vermelhos em comícios, muitas vezes ao lado de camisas polo pretas e amarelas da Fred Perry.

### 6MWE
Em 15 de dezembro de 2020, os membros do Proud Boy foram fotografados vestindo roupas com o slogan anti-semita neonazista "6MWE". A sigla significa "6 million wasn't enough" (6 milhões não foram suficientes), referindo-se ao número de vítimas judaicas do Holocausto. O slogan foi acompanhado por um símbolo de águia usado pelo governo fascista da Itália apoiado pela Alemanha Nazista. A imagem, que se espalhou no Twitter, levou a Liga Antidifamação a declarar que “o preconceito dos Proud Boys está em plena exibição”.
Em 7 de janeiro de 2021, The Last Word with Lawrence O'Donnell, da MSNBC, relatou incorretamente que a imagem havia sido tirada durante o ataque ao Capitólio em 6 de janeiro; no entanto, uma verificação de fatos feita pelo The Forward confirmou que a imagem havia sido tirada em uma reunião anterior dos Proud Boys no Capitólio em dezembro de 2020.